# Orelletunnel
De Orelletunnel is een tunnel voor het wegverkeer en onderdeel van de Franse A43. De bouw van de tunnel, iets ten zuiden van Orelle, startte in 1995 en werd in 2000 geopend. De tunnel heeft een lengte van 3692 meter.